# Laura Stähli
Laura Stähli (* 31. Dezember 1991 in Basel) ist eine Schweizer Degenfechterin, die mehrfach Landesmeisterin war.

## Leben
Laura Stähli stammt aus einer Fechterfamilie und trainiert unter Manfred Beckmann bei der Fechtgesellschaft Basel. Sie studiert Biologie und Französisch an der Universität Basel. 

## Erfolge
Stähli ist mehrfache Schweizer Meisterin, sowohl im Degeneinzel als auch mit der Damenmannschaft der Fechtgesellschaft Basel. 2014 wurde sie zur Basler Sportlerin des Jahres gewählt. Bei den Weltmeisterschaften 2018 in Wuxi gewann sie Bronze, nachdem sie im Viertelfinal die amtierende Olympiasiegerin Emese Szász-Kovács besiegt hatte. Aktuell (Stand 01/2024) belegt Laura Stähli in der FIE-Weltrangliste Platz 155.